# ستيف كرول
ستيف كرول (بالألمانية: Steve Kroll)‏ هو لاعب كرة قدم ألماني، ولد في 7 مايو 1997 في برلين في ألمانيا. لعب مع يونيون برلين.

## وصلات خارجية
- ستيف كرول على موقع قاعدة بيانات كرة القدم.إي يو (الإنجليزية)
- ستيف كرول على موقع Soccerway.com (الإنجليزية)
- ستيف كرول على موقع عالم كرة القدم.نت (الإنجليزية)